# Portsmouth (Iowa)
Pour les articles homonymes, voir Portsmouth (homonymie).
Portsmouth est une ville du comté de Shelby, en Iowa, aux États-Unis. Elle est fondée en 1882 et incorporée en 1883.

## Source de la traduction
- (en) Cet article est partiellement ou en totalité issu de l’article de Wikipédia en anglais intitulé « Portsmouth, Iowa » (voir la liste des auteurs).